# Tóth Endre (zenetörténész)
Tóth Endre (1986. április 26., Nyíregyháza, Magyar Népköztársaság –) magyar zenetörténész, újságíró.

## Élete
Gyermekkorát Nyíregyházán töltötte, a nyíregyházi Művészeti Szakközépiskola zongora szakának elvégzése után 2005-ben nyert felvételt a Liszt Ferenc Zeneművészeti Egyetem (Zeneakadémia) zenetudományi szakára, ahol 2010-ben kapta meg diplomáját. Ugyanebben az évben a Zeneakadémia Doktori Iskolája ösztöndíjas hallgatójaként folytathatta tanulmányait. Szintén ebben az évben elindította a Zeneakadémia Hallgatói Önkormányzatával a Figarót, az egyetem havonta megjelenő hallgatói lapját, melynek három éven át volt főszerkesztője. 
Elsősorban ismeretterjesztéssel foglalkozik: klasszikus zenei koncertek műsorvezetőjeként, zenével, kultúrával, művészetekkel kapcsolatos pódiumbeszélgetések, események moderátoraként találkozhat vele leginkább a hazai közönség, de gyakran tart ismeretterjesztő előadásokat is. Előadóként, műsorvezetőként nemzetközi szinten is kap felkéréseket: az elmúlt években Írországban, Hollandiában és Szlovákiában vendégszerepelt. 
Több kulturális, zenei folyóirat is rendszeresen közli cikkeit, esszéit, interjúit (olyan világsztárokkal készített interjúkat, mint Martha Argerich, Gidon Kremer, Kocsis Zoltán vagy José Cura), egyéb írásait. Egyik zenekritikájáért 2015-ben megkapta a Müpa által alapított Hans Sachs Díjat.
2013 óta a Zeneakadémia Kóda című pódiumbeszélgetés sorozatának szerkesztője, moderátora. 2015 és 2017 között a Magyar Táncművészeti Egyetem óraadójaként 20. századi zenetörténetet tanított, 2014 és 2018 között a Universal Music Publishing Editio Musica Budapest munkatársaként pedig zeneműkiadói tapasztalatokat szerzett. 2018-ban a Klasszik Rádió 92.1 munkáját segítette zenei szerkesztőként. 2019 tavaszán a Bartók Rádió műsorvezető-riportere lett, 2019 júniusa óta pedig a Müpa szövegszerkesztői feladatait is ellátja. 2023 óta a Református Zenei Fesztivál művészeti vezetője. 
Alkalmanként zongoristaként is fellép koncerteken, korábban kórusokban is énekelt (Cantemus Vegyeskar, Új Liszt Ferenc Kamarakórus).
Tagja a Magyar Újságírók Országos Szövetségének, a Magyar Zenetudományi és Zenekritikai Társaságnak, valamint az Anyanyelvápolók Szövetségének.   